# Strijkkwartet nr. 6 (Lees)
Benjamin Lees voltooide zijn Strijkkwartet nr. 6 in januari 2005. Het zou zijn laatste werk in dat genre zijn; hij overleed in 2010.
Zijn vijfde strijkkwartet was geschreven voor het Cypress String Quartet en wellicht als dank componeerde hij zijn zesde, eveneens voor dat strijkkwartet. Het werk dat gedurende 2004 en 2005 is gecomponeerd, lijkt in het geheel niet op klassieke muziek uit de 20e eeuw. Weliswaar past het qua stijl niet meer in de romantiek, maar in de stijlen van de 20e eeuw past het ook niet. Er zijn melodielijnen, en maat en ritmevoering zijn ook traditioneel. Het Cypress-kwartet speelde de eerste uitvoering op 4 december 2005.

## Muziek
Het werk heeft een vierdelige opzet:
1. Measured, dolorous
2. Calm, steady
3. Quiet, eerie
4. Unhurried

De componist was 80/81 jaar toen hij dit werk schreef en keek terug op zijn leven. Het is een wat somber strijkkwartet geworden, maar af en toe ook dromerig en nostalgisch. Toch zijn er ook vrolijker momenten. De recensent van de eerste uitvoering in San Jose wees op de gelijkenis met de strijkkwartetten van Béla Bartók en Dmitri Sjostakovitsj; Lees hield het wat lichtvoetiger dan die twee.

## Discografie
- Uitgave Naxos: Cypress String Quartet, opname 2005